# Mocsai ürgés legelő
Mocsai ürgés legelő este o arie protejată (arie specială de conservare — SAC, sit de importanță comunitară — SCI) din Ungaria întinsă pe o suprafață de 86,26 ha, integral pe uscat.

## Localizare
Centrul sitului Mocsai ürgés legelő este situat la coordonatele 47°42′37″N 18°13′20″E / 47.710278°N 18.222222°E.

## Înființare
Situl Mocsai ürgés legelő a fost declarat sit de importanță comunitară în mai 2004 pentru a proteja 1 specie de plante și 2 specii de animale. Situl a fost protejat și ca arie specială de conservare în februarie 2010.

## Biodiversitate
Situată în ecoregiunea panonică, aria protejată conține 2 habitate naturale: Stepe panonice nisipoase, Pajiști stepice panonice pe loess.
La baza desemnării sitului se află mai multe specii protejate:
- plante (1): Iris humilis subsp. arenaria
- mamifere (1): popândău (Spermophilus citellus)
- nevertebrate (1): Carabus hungaricus

Pe lângă speciile protejate, pe teritoriul sitului au mai fost identificate 3 specii de păsări.